# Marienstraße 19 (Stralsund)

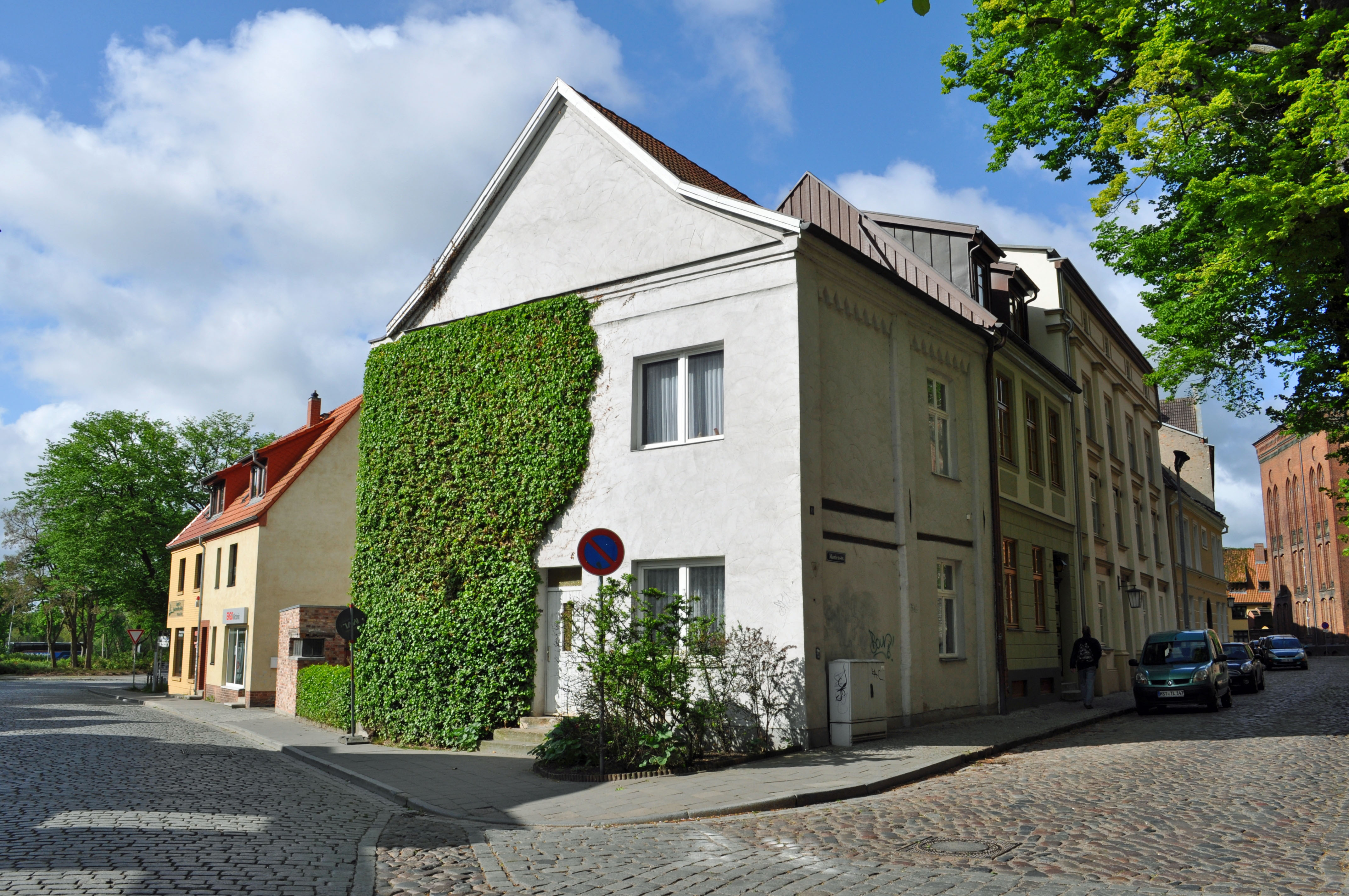
Das Haus Marienstraße 19 in Stralsund (2012)

Das Gebäude mit der postalischen Adresse Marienstraße 19 ist ein denkmalgeschütztes Bauwerk in der Marienstraße in Stralsund, an der Ecke zur Marienchorstraße.
Der zweigeschossig Putzbau ist mittelalterlichen Ursprungs. Er wurde als Pfarrhaus für die Marienkirche genutzt. Im Jahr 1920 wurde der ursprünglich vorhandene Ostteil abgebrochen, um einen Durchbruch für die Marienchorstraße zum Frankenwall zu schaffen.
Das Gesims aus Backstein und der eingeschossige südliche Anbau gehören zur ältesten Substanz des Hauses.
An der Nord- und der Südseite gliedern Mauerwerksvorlagen die Fassade des Gebäudes.
Das Haus liegt im Kerngebiet des von der UNESCO als Weltkulturerbe anerkannten Stadtgebietes des Kulturgutes „Historische Altstädte Stralsund und Wismar“. In die Liste der Baudenkmale in Stralsund ist es mit der Nummer 514 eingetragen.